# خیابان سپاهیان
خیابان سپاهیان بین کاخ دروازه کشورها و دروازه ناتمام جای دارد. پس از دروازه ناتمام در قسمت غرب آن و در پشت دروازه کشورها خیابان سپاهیان که ۹۲ متر طول و نزدیک به ۱۰ متر عرض دارد قرار دارد. این خیابان دروازه کشورها را به دروازه ناتمام و ایوان شمالی کاخ صدستون پیوند می‌دهد. در دو طرف خیابان دیوارهای خشتی قطور قرار دارد که در طول آنها و با فاصله‌های ۷ متر طاقچه‌هایی (گوشواره) تعبیه کرده‌اند که احتمالاً محل استقرار سربازان و افسران گارد به هنگام تشریفات بوده‌است. دیوار سمت راست (جنوبی) دیوار اتاق‌هایی است که حیاط آپادانا را از خیابان سپاهیان جدا می‌کند که احتمالاً محل استقرار نگهبانان کاخ بوده‌است. دیوار سمت چپ (شمالی) دیوار اتاق‌هایی است که محل استقرار حجاران و بخشی از کارگاه حجاری بوده‌است. در انتها خیابان قطعات ستون‌هایی که برای دروازه ناتمام در حال حمل بوده‌است مشاهده می‌شود. در سمت چپ (شمال) خیابان سپاهیان سرستون دو عقاب نیز کشف شده‌است.